# Парламентские выборы в Чехии (1996)
Парламентские выборы в Чехии 1996 года проходили 31 мая и 1 июня. На выборах избирались все 200 депутатов в Палату депутатов Чехии. Выборы проходили по пропорциональной системе. Явка избирателей на выборах составила 76,41%.

## Результаты
|                                                                            |                    |      |      |
| Партия                                                                     | Голосов            | Мест | Δ    |
| Гражданская демократическая партия (ODS)                                   | 1 794 560 (29,62%) | 68   | ▼ 12 |
| Чешская социал-демократическая партия (ČSSD)                               | 1 602 250 (26,44%) | 61   | ▲ 45 |
| Коммунистическая партия Чехии и Моравии (KSČM)                             | 626 136 (10,33%)   | 22   | ▼ 13 |
| Христианско-демократический союз — Чехословацкая народная партия (KDU-ČSL) | 489 349 (8,08%)    | 18   | ▲ 3  |
| Ассоциация за республику – Республиканская партия Чехословакии (SPR-RSČ)   | 485 072 (8,01%)    | 18   | ▲ 4  |
| Гражданский демократический альянс (ODA)                                   | 385 369 (6,36%)    | 13   | ▼ 1  |

## Последствия
Результаты выборов были неожиданными, поскольку в целом ожидалось, что нынешняя правящая коалиция во главе с премьер-министром Вацлавом Клаусом получит большинство на выборах. Вацлав Клаус сформировал правительство меньшинства с KDU-ČSL и ODA. Однако, правительство долго не выдержало и это привело к политическому кризису в 1997 году. Новым премьер-министром стал Йозеф Тошовский, а в 1998 году прошли досрочные выборы.